# Sava Ranđelović
Sava Ranđelović (in serbo Сава Ранђеловић?; Niš, 17 luglio 1993) è un pallanuotista serbo, milita nel Radnički dalla stagione 2024-25.
Dopo esser cresciuto nel Niš, squadra della sua città, passa allo ŽAK Kikinda per una stagione, prima di trasferirsi alla Stella Rossa con la quale vince una Coppa dei Campioni.  
Con la nazionale ha vinto 3 ori olimpici, mentre a livello di club vanta 2 LEN Eurocup rispettivamente con il Vasas ed il Brescia. 

## Palmarès

### Club

#### Trofei nazionali
- Campionato serbo: 3

Stella Rossa: 2012-13, 2013-14
Radnički: 2024-25
- Coppa di Serbia: 2

Stella Rossa: 2012-13, 2013-14

#### Trofei internazionali
- Coppa dei Campioni/Eurolega: 1

Stella Rossa: 2012-13
- Supercoppa LEN: 1

Stella Rossa: 2013
- LEN Euro Cup: 2

AN Brescia: 2015-16
Vasas: 2022-23
- Lega Adriatica: 1

Radnički: 2024-25

### Nazionale
- Giochi olimpici

Rio de Janeiro 2016: 
Tokyo 2020: 
Parigi 2024: 
- Mondiali

Kazan' 2015: 
Budapest 2017: 
- Europei

Budapest 2014: 
Belgrado 2016: 
Barcellona 2018: